# Setiaratu
Setiaratu is een bestuurslaag in het regentschap Kota Tasikmalaya van de provincie West-Java, Indonesië. Setiaratu telt 6951 inwoners (volkstelling 2010).